# Média térmica anual
Média térmica anual é a média da temperatura que ocorre num lugar no decorrer de um ano.
Para obtê-la é preciso registrar, por meio de termômetros,as médias de temperatura mensais e estas, por sua vez,para serem calculadas, precisam das médias diárias. A média diária é obtida somando-se as temperaturas registradas no termômetro a cada hora do dia e dividindo-se por 24 (horas). A média mensal é o resultado da soma e da sua divisão pelo números dos dias do mês. A média térmica anual é obtida somando-se as médias mensais e o resultado dividido por 12 (meses).
temperatura media anual decorre ao longo do ano(TMA) 
amplitude térmica anual decorre durante o ano todos os meses(ATA) - pode calcular-se assim:
```
                     A.T.A=TMáxima-TMinima:2
```

- A.T.A(Amplitude Térmica Anual)